# Bugnara
Bugnara ist eine italienische Gemeinde mit 1008 Einwohnern (Stand 31. Dezember 2023) in der Provinz L’Aquila in den Abruzzen. Die Gemeinde liegt etwa 53 Kilometer südöstlich von L’Aquila am Sagittano, gehört zur Comunità Montana Peligna und ist Mitglied der Vereinigung I borghi più belli d’Italia (Die schönsten Orte Italiens).

## Geschichte
Erstmals urkundlich erwähnt wurde der Ort im 6. Jahrhundert. Die Marienkirche wurde um 1000 errichtet. Beim Erdbeben von L’Aquila 2009 wurden Teile von Bugnara zerstört.

## Weinbau
In der Gemeinde werden Reben der Sorte Montepulciano für den DOC-Wein Montepulciano d’Abruzzo angebaut.

## Persönlichkeiten
- Annibale De Gasparis (1819–1892), Astronom

## Verkehr
Durch die Gemeinde führen die Autostrada A25 von Torano Nuovo nach Pescara (ohne Anschluss) und die frühere Strada Statale 479 Sannita (heute eine Regionalstraße) von Sulmona nach Villetta Barrea.